# Земљани Град
Земљани Град или Кукљин је утврђење удаљено 10km северозападно од данашњег Крушевца. Данас постоје остаци тврђаве.